# Зачароване королівство
Зачароване королівство (англ. Tin Man, букв. «Олов'яна людина») — американський мінісеріал 2007 року, що вийшов на RHI Entertainment та Sci Fi Channel. У головних ролях знялися Зої Дешанель, Ніл Макдонаф, Алан Каммінг, Рауль Трухільо, Кетлін Робертсон та Річард Дрейфус. Мінісеріал — це переосмислення класичного роману Френка Баума «Дивовижний чарівник країни Оз» 1900 року. Історія зосереджена на пригодах офіціантки з маленького містечка, Ді Джі, яку втягують у чарівне королівство під назвою Оз, яким керує тиранічна чарівниця Азкаделія. Разом зі своїми супутниками Глітчем, Роу і Каїном, Ді Джі подорожує, щоб розкрити своє минуле, знайти втрачені зв'язки та зірвати змову Азкаделії.

## Сюжет
Ді-Джі - офіціантка з маленького містечка, яка відчуває, що не вписується у своє фермерське життя в Канзасі, і має видіння про лавандовооку жінку, яка попереджає її, що наближається буря. Видіння Ді-Джі реалізуються, коли чаклунка Азкаделія, тиранічна правителька О.З. (Зовнішньої Зони), посилає своїх солдатів у плащах крізь "буревій подорожей", щоб вбити Ді-Джі. Ді-Джі тікає крізь бурю в О.З. і заводить дружбу з кількома її мешканцями: Глітчем, якому Азкаделія видалила половину мозку; Вайаттом Кейном, колишнім правоохоронцем "Залізним Дроворубом", який був замкнений у залізному костюмі протягом багатьох років як покарання за протидію Азкаделії; і Ро, "глядачем", чий народ був поневолений Азкаделією.

## У ролях
| Актор            | Роль                       | Опис |
| ---------------- | -------------------------- | --- |
| Зої Дешанель     | Ді Джі                     | опиняється в країні Оз і дізнається, що вони з Азкаделією є сестрами, а їхня мати - королевою. Рейчел Петті зіграла Ді Джі у сценах, де персонаж зображений у дитинстві. Ді Джі є аналогом Дороті Ґейл з оригінального роману і, як пізніше вияснилося, що вона є нащадком Дороті |
| Кетлін Робертсон | Азкаделія                  | сестра Ді Джі, одержима злою відьмою. Алексія Фаст зіграла молоду Азкаделію в сценах, де персонаж - дитина. Роль Азкаделії аналогічна ролі Злої Відьми Заходу |
| Алан Каммінг     | Глітч                      | |
| Ніл Макдонаф     | Ваят Кейн, Олов'яна Людина | колишній правоохороець, якого ув'язнили у залізному костюмі як покарання за виступ проти Азкаделії. Його роль аналогічна ролі Бляшаному Лісорубу |
| Рауль Трухільо   | Рик                        | один із раси телепатичних «глядачів» левоподібної форми, які бачать серцем, а не розумом, і поневолені Азкаделією. Персонаж є аналогом Боягузливого Лева |
| Річард Дрейфус   | Містик                     | колишній правитель Центрального Міста, який був підпорядкований Азкаделією під впливом її магічних випарів. Він допомагає Ді Джі, направляючи її до місць, які пробудять її спогади. Персонаж аналогічний Чарівнику з країни Оз                                                   |
| Анна Галвін      | Лавандові Очі              | королева Оз та мати Ді Джі та Азкаделії. На початку міні-серіалу вона була скинута з престолу Азкаделією і утримається в чарівній в'язниці. Її роль аналогічна ролі Глінди, доброї чарівниці Півдня                                                                               |
| Блу Манкума      | Репетитор                  | колишній вчитель чарівництва Ді Джі, який може прийняти форму маленької собаки. У цій собачій формі його називають Тото. Персонаж аналогічний собаці з оригінальних історій про країну Оз                                                                                         |
| Каллум Кіт Ренні | Нуль                       | капітан довгопалих солдатів Азкаделії та людина, яка ув’язнила Кейна |
| Тед Віттолл      | Ахамо                      | чоловік королеви та батько Ді Джі та Азкаделії |
| Гвініт Волш      | Емілі                      | |
| Кевін Макнолті   | Генк                       | |